# Baeospora
Baeospora es un género de hongos; ha sido clasificado en las familias Tricholomataceae o Marasmiaceae, sin embargo desde el 2007 estos grupos están siendo revisados. Se ha determinado que se encuentran en el "clado hidropoide" (Hydropus y vinculados), si bien no se designado un taxón linneano formal basado en esta clasificación. El género fue circunscrito por el micólogo Rolf Singer en 1938. La especie descrita más recientemente, B. occidentalis, es un  hongo que se desarrolla en proximidad de sectores con nieve que fue descubierto en bosques de coníferas montanos en el oeste de Estados Unidos.

## Especies
- B. brunneipes
- B. cristobalensis
- B. curtipes
- B. mundula
- B. myosura
- B. familia
- B. myriadophylla
- B. occidentalis
- B. pallida
- B. pleurotoides
- B. rubrinigrescens
- B. stenophylla
- B. violaceifolia